# Sergi
Sergi és un nom propi masculí d'origen llatí que significa "guardià" o "protector". El nom llatí Sergius procedeix de l'etrusc.

## Onomàstica
- 24 de febrer: Sant Sergi de Capadòcia, martir
- 8 de setembre: Sergi I, Papa
- 25 de setembre: Sant Sergi de Ràdonej, monjo
- 7 d'octubre: Sant Sergi, martir

## Traduccions
- Alemany: Sergei
- Anglès: Serge
- Àrab: Sarjoun
- Armeni: Sarkis
- Espanyol: Sergio
- Francès: Serge
- Gallec: Serseio
- Grec: Σέργιος
- Italià: Sergio
- Llatí: Sergius
- Polonès: Sergiusz
- Portuguès: Sérgio
- Rus: Sergey
- Serbi: Srđan

## Personatges famosos
- Sergi I: Papa de 687 a 701 (Antioquia (Turquia), ? - Roma (Itàlia), 8 de setembre de 701)
- Sergi de Zeugma, militar i escriptor romà
- Sergi I de Constantinoble, patriarca de Constantinoble de l'any 610 al 638.
- Sergi II de Constantinoble, patriarca de Constantinoble del 999 al 1019.
- Sergi, gramàtic romà
- Serguei Rakhmàninov: compositor rus (Semionovo (Rússia), 1873 - Beverly Hills (USA), 1943
- Serge Lang: Matemàtic francès (París (França), 1927 - Berkeley (USA), 2005)
- Sergio Leone: director de cinema (Roma (Itàlia), 1929 - 1989)
- Sergio Makaroff: músic, escriptor i fotògraf (Buenos Aires (Argentina), 1951 - actualitat)
- Sergi Pàmies: escriptor (París (França), 1960 - actualitat)
- Sergi Belbel: dramaturg i director de teatre (Terrassa (Catalunya), 1963 - actualitat)
- Serguei Bubka: atleta ucraïnès (Voroshlilovgrad (Ucraïna), 1963 - actualitat)
- Sergi Mas: periodista esportiu (Barcelona (Catalunya), 1964 - actualitat)
- Sergio Dalma: cantant, nom real Josep Sergi Capdevila i Querol (Sabadell (Catalunya), 1964 - actualitat)
- Sergi López: actor (Vilanova i la Geltrú (Catalunya), 1965 - actualitat)
- Sergi Pedrerol: jugador de waterpolo (Molins de Rei (Catalunya), 1969 - actualitat)
- Sergi Barjuan Esclusa: jugador de futbol (Les Franqueses del Vallès (Catalunya), 1971 - actualitat)
- Sergi Bruguera: jugador de tennis (Barcelona (Catalunya), 1971 - actualitat)
- Sergio García: jugador de golf (Castelló (Espanya), 1980 - actualitat)
- Sergi Vidal: jugador de bàsquet (Badalona (Catalunya), 1981 - actualitat)
- Sergi Panadero: jugador d'hoquei patins (Vic (Catalunya), 1982 - actualitat)
- Sergio García: jugador de futbol (Barcelona (Catalunya), 1983 - actualitat)
- Sergio Rodríguez: jugador de bàsquet (Tenerife (Espanya), 1986 - actualitat)
- Sergio Ramos: jugador de futbol (Sevilla (Espanya), 1986 - actualitat)
- Sergi Busquets: jugador de futbol (Sabadell (Catalunya), 1988 - actualitat)